# Lalji Tandon

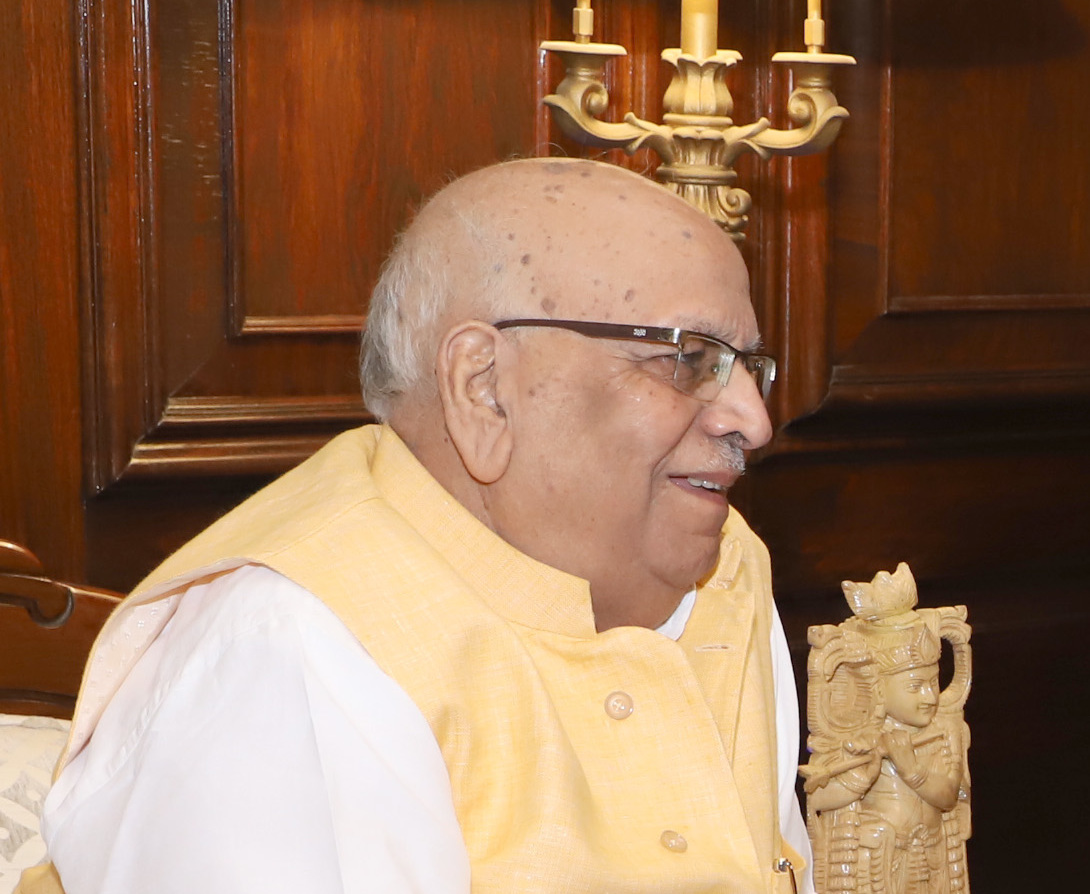
Lalji Tandon (2018)

Lalji Tandon (Hindi: लालजी टंडन; * 12. April 1935 in Chowk Village, Distrikt Lucknow, Vereinigte Provinzen, Britisch-Indien; † 21. Juli 2020 in Lucknow, Uttar Pradesh) war ein indischer Politiker der Bharatiya Janata Party (BJP), der zwischen 2009 und 2014 Mitglied der Lok Sabha sowie von 2018 bis 2019 Gouverneur von Bihar. Zuletzt war er von 2019 bis zu seinem Tode Gouverneur von Madhya Pradesh.

## Leben
Lalji Tandon, Sohn von Shivnarayan Tandan und Annpurna Devi, war nach dem Schulbesuch als Sozialarbeiter tätig. 1978 wurde er erstmals Mitglied des Legislativrates (Vidhan Parishad), des Oberhauses des Bundesstaates Uttar Pradesh, und gehörte diesem zunächst bis 1984 an. Er war zwischen 1990 und 1996 erneut Mitglied des Legislativrates von Uttar Pradesh und fungierte zwischen 1991 und 1992 als Staatsminister für Energie in der Regierung des Chief Minister von Uttar Pradesh Kalyan Singh. Nach seinem Ausscheiden aus dem Vidhan Parishad war er zwischen 1996 und 2009 in drei aufeinander folgenden Legislaturperioden Mitglied der Legislativversammlung (Vidhan Sabha), des Unterhauses von Uttar Pradesh.
Während dieser Zeit war Tandon 1997 zunächst Staatsminister für Stadtentwicklung und Wohnungsbau sowie im Anschluss von 1997 bis 1999 Staatsminister für Stadtentwicklung und Wasserversorgung in den Regierungen des Bundesstaates Uttar Pradesh. Daneben fungierte er zwischen 1997 und 2002 als Führer der Mehrheitsfraktion der Bharatiya Janata Party (BJP) in der Vidhan Sabha und damit als Leader of the House. Zugleich war zwischen 1999 und 2000 sowie erneut von 2000 bis 2002 in den Regierungen des Bundesstaates Uttar Pradesh Staatsminister für Stadtentwicklung und Städtische Armutsbekämpfung. Daraufhin fungierte er in Uttar Pradesh zwischen 2002 2003 in der Regierung von Chief Minister Mayawati von der Bahujan Samaj Party  als Staatsminister für Wohnungsbau, Finanzen, Stadtentwicklung und Tourismus. Zuletzt war er von 2003 bis 2007 Oppositionsführer (Leader of the Opposition) in der Legislativversammlung von Uttar Pradesh.
Bei der Parlamentswahl in Indien 2009 wurde Tandon für die Bharatiya Janata Party (BJP) zum Mitglied der Lok Sabha gewählt, des Unterhauses des indischen Parlaments (Bhāratīya Saṃsad), und vertrat in dieser bis zur Parlamentswahl 2014 den Lok-Sabha-Wahlkreis Lucknow. Während seiner Parlamentszugehörigkeit war er vom 6. August 2009 bis 2014 Mitglied des Schatz-Ausschusses sowie vom 31. August 2009 bis 2014 Mitglied des Eisenbahnausschusses.
Am 23. August 2018 wurde Lalji Tandon als Nachfolger von Satya Pal Malik zum Gouverneur von Bihar ernannt und bekleidete dieses Amt bis zum 27. Juli 2019, woraufhin Phagu Chauhan seine Nachfolge antrat. Im Anschluss übernahm er am 29. Juli 2019 von Anandiben Patel den Posten als Gouverneur von Madhya Pradesh. Er bekleidete dieses Amt bis zu seinem Tode am 21. Juli 2020. Daraufhin wurde Anandiben Patel kommissarische Gouverneurin.
Aus seiner am 26. Februar 1958 geschlossenen Ehe mit Krishna Tandon gingen drei Söhne hervor.